# Caverns of Mars
Caverns of Mars es un videojuego perteneciente al género de Matamarcianos para la familia de computadoras Atari 8-bit programado por Greg Christensen y publicado por Atari (APX) en 1981. Christensen, que era un estudiante de preparatoria en ese tiempo, ganó un premio de $3,000 (dólares) de Atari, y su primer pago de regalías fue de $18,000. Recibió más de $100,000 en regalías del juego, haciendo del título el más popular de APX.

## Argumento
Caverns of Mars es un Matamarcianos vertical similar en concepto y estilo visual al videojuego arcade de 1981 Scramble. Christensen cambió la orientación de las cavernas de Scramble, haciendo que el jugador vuele hacia abajo en vez de hacia a los lados. Debido a detalles técnicos de la plataforma, el movimiento en vertical era más sencillo de implementar que el horizontal. Utilizando un joystick, el jugador controla una nave descendiendo en los túneles de Marte, disparando a objetivos a lo largo del camino. A diferencia de Scramble, los objetivos generalmente no se movían de forma relativa al mapa.

## Secuelas
Christensen continuó Caverns en 1981 con una secuela menos conocida, Phobos, también vendida a través del programa de intercambio de Atari. Phobos fue una versión mejorada de Caverns con mejores gráficos, aunque con pequeñas modificaciones. Los niveles fueron cambiados por subniveles con letras por nombre; tras perder una vida, la acción se reinicia al comienzo del subnivel en vez de al principio de nivel. El sistema es similar al utilizado en Moon Patrol.
Phobos fue seguido de Caverns of Mars II en 1982. Esta versión era más parecida al videojuego Scramble, incluyendo los cohetes que eran lanzados desde tierra y que eran los principales oponentes en este juego. No es claro si Caverns II fue vendido a través de Atari (APX), pero fue vendido por medio de Antic Software, el sucesor del catálogo de APX.
En 1983, Atari distribuyó Caverns of Mars en un cartucho (RX8021) como un producto oficial de Atari, uno de los pocos suministrado por usuarios que llegó a ser un producto oficial de Atari. En 2005 una versión de "Caverns of Mars" fue incluida en la videoconsola Atari Flashback 2. En 2006 una versión homebrew del original Caverns of Mars, titulada Conquest of Mars, fue distribuida a través de AtariAge para el sistema Atari 2600.